# Міцраїм
Міцраїм — син Хама, сина Ноя.

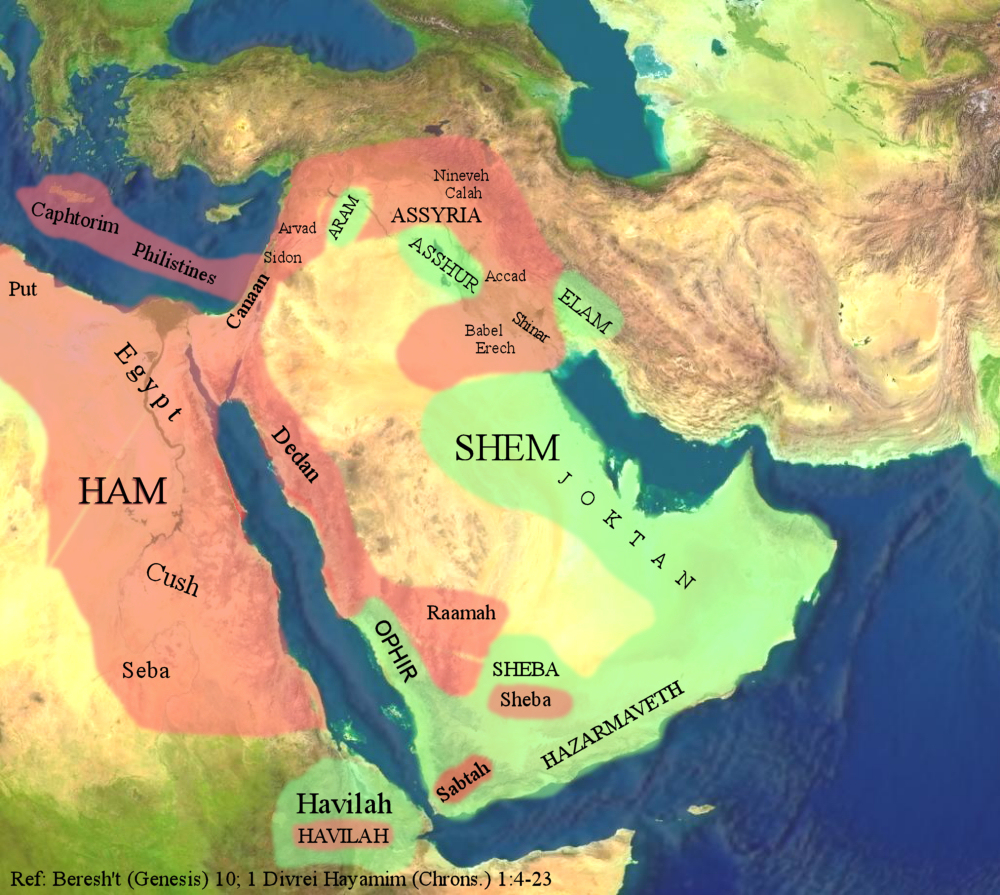
Розселення нащадків Сима й Хама за єврейським знанням

У біблійні й давні часи Міцраїмом називався Єгипет.
Міцраїм породив такі народи: луди, анами (асирійський текст часів Саргона II називає єгиптян анамі), легави, нафтухи, патруси (народ у Горішньому Єгипті з центральним містом Фіви), каслухи, звідкіля пішли филистимляни й кафтори (Кафтором називався в давнину острів Кіпр, а також, можливо, Крит). (Буття 10:13-14)